# Organització de Dones Empresàries i Gerència Activa
L'Organització de Dones Empresàries i Gerència Activa (OMEGA) és una federació femenina d'empresàries espanyola creada el 1989. El seu objectiu és millorar la vida laboral de les empresàries. Per a açò, donen els serveis d'assessorament jurídic, investiguen sobre la situació de la dona empresària i directiva i organitzen activitats de formació.